# Jardim São Luís (bairro de São Paulo)
Jardim São Luís é um bairro localizado na zona sul da cidade de São Paulo, situado no distrito do Jardim São Luís. É administrado pela Subprefeitura do M'Boi Mirim.
O Jardim São Luís é um dos dez bairros mais densamente povoados da cidade de São Paulo, atualmente em sexto lugar, com mais de 260.000 habitantes, de acordo com uma projeção da Fundação Seade. Originou-se como uma das várias vilas operárias, popularizadas entre as décadas de 1950 e 1960 como resultado do poderoso processo industrial que trouxe trabalhadores de todo o Brasil para a região.

## História
A vila de Santo Amaro, que foi incorporada à cidade de São Paulo em 1935, reunia as regiões, no que hoje também atinge parte do Morumbi, Vila Sônia, Jardim São Luís, Vila Andrade, Campo Limpo e M'Boi Mirim. A área do antigo município foi, então, subdividida nos subdistritos no qual fazia parte o Jardim São Luís. Anteriormente, os distritos formavam uma região rural cortada por estradas antigas. Essas antigas estradas, que ligavam fazendas, sítios e áreas florestais, eram usadas pelos agricultores para vender seus produtos e pelos moradores da cidade, tanto na cidade de São Paulo quanto em Santo Amaro, que foi abolida e anexada à capital em 1935, para caçar, caminhar e acampar.
Durante o desenvolvimento do processo industrial de São Paulo, entre as décadas de 1950 e 1960, surgiram várias vilas operárias na zona sul da cidade. De forma aleatória e expansiva, esses trabalhadores de várias partes do país iniciaram um processo de ocupação da área, que atingiu seu auge entre a década de 1960 e a década de 1970. Devido à falta de supervisão das autoridades públicas, associada à falta de politicas publicas capazes de assegurar uma infraestrutura suficiente às deficiências sociais de seus ocupantes, essa ocupação foi um tanto predatória e desorganizada, contribuindo para o surgimento de um grande número de conjuntos habitacionais ilegais em áreas destinadas ao uso comunitário.

### Década de 70

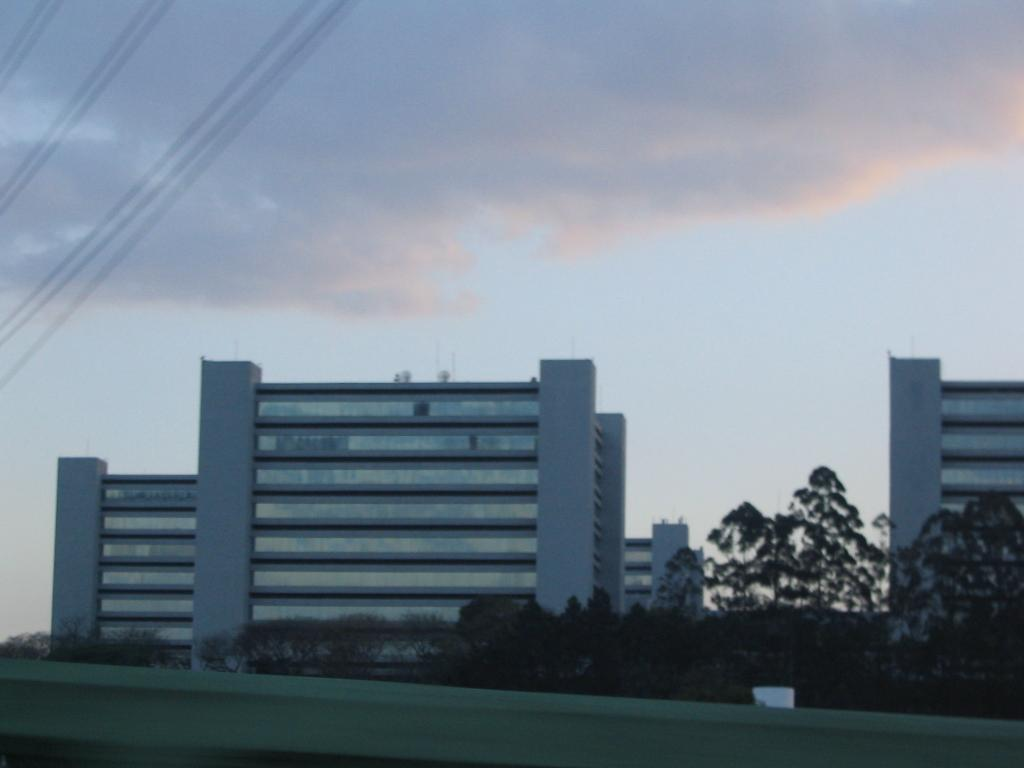
Vista parcial do centro empresarial.

Em 1974, foi iniciada a construção do Centro Empresarial de São Paulo  (CENESP),  um complexo de escritórios localizado na Av. Maria Coelho de Aguiar, na entrada do bairro e próximo à Marginal Pinheiros. Apesar de passar por uma crise de vacância, o complexo abriga diversas empresas, como Rhodia e Tivit.

## Características

### Qualidade de vida
Localizado na Subprefeitura do M'Boi Mirim, o IDH geral  melhorou no período de 2000 a 2010, passando de 0,638 para 0,762. Porém ainda é inferior à média do município (0,805). 
Ao longo dos anos, o Jardim São Luís adquiriu uma reputação de bairro violento, fazendo parte do "triângulo da morte", juntamente com o Capão Redondo e o Jardim Ângela, devido aos níveis de violência que afetaram a área durante a década de 1990.  No entanto, em uma tentativa de mudar a realidade violenta do bairro, começaram a surgir iniciativas para melhorar a qualidade de vida na área e incentivar o lazer e a cultura.
A Fundação Julita, por exemplo, tem desempenhado um papel importante nesse processo, apoiando crianças, adolescentes, jovens e idosos em situação de vulnerabilidade social por meio de programas socioeducativos. No que diz respeito às atividades de lazer, o bairro Jardim São Luís conta com a Fábrica de Cultura, que abriu suas portas em 2012. Possui espaços para atividades criativas, música, dança e teatro, além de computadores com acesso à internet e uma biblioteca.
A Praça João Fernandes Camisa Nova, mais conhecida como Praça do Feirão, é um centro de lazer para muitas famílias que gostam de curtir o ar livre, com passeios, brinquedos, área verde, além de atividades culturais infantis.. A escadaria da Viela Matriz também ganhou novas cores nos últimos anos. O projeto Circo de Québra transformou a área em um parque com brinquedos, grafites e uma horta comunitária para os moradores locais.
O Jardim São Luís possui 21 unidades de assistência social
(públicas e/ou privadas). A economia do Jardim São Luís, destaca-se o setor de prestação de serviços (47,6%),
seguido pelo industrial (27,1%), comercial (18,7%) e
construção civil (6,0%).
É classificado pelo CRECI como "Zona de Valor E", assim como outros bairros da capital: Lauzane Paulista, Jardim Brasil e Itaim Paulista.

### Educação

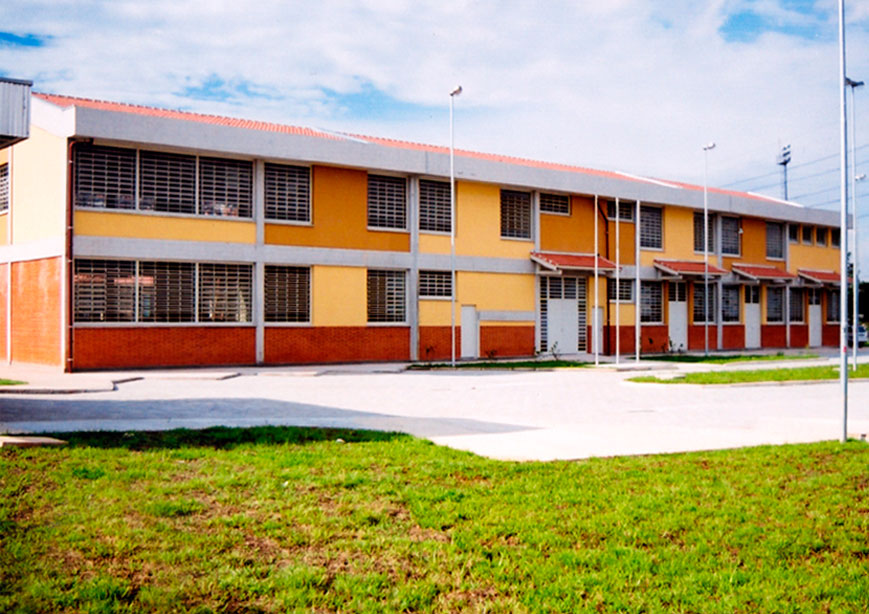
Campus da Fatec Zona Sul – Dom Paulo Evaristo Arns, inaugurado em 2006

Existem 40 unidades de ensino médio e fundamental,  38
CEIs, além de 44 estabelecimentos de ensino privado no Jardim São Luís. O bairro também abriga a Fatec Zona Sul - Dom Paulo Evaristo Arns, um campus inaugurado em março de 2006 e que oferece cursos como logística, análise e desenvolvimento de sistemas e gestão de negócios.

### Transporte
No bairro circulam diversas linhas de ônibus, havendo uma estação de metrô proxima ao bairro, sendo : Estação Giovanni Gronchi.

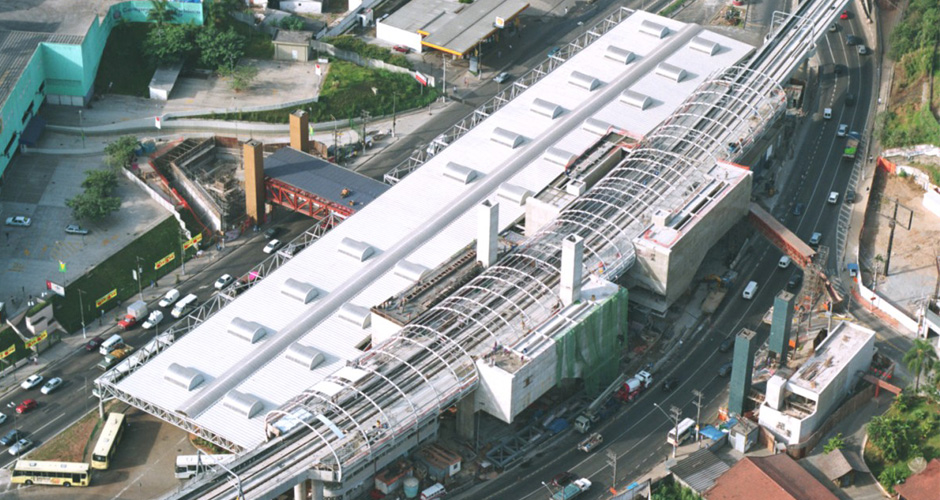
Construção estação Giovanni Gronchi.